# Vittorio Storaro
Vittorio Storaro est un directeur de la photographie italien, né le 24 juin 1940 à Rome.
Il a travaillé régulièrement avec les cinéastes Bernardo Bertolucci (9 films), Carlos Saura et Luigi Bazzoni (7 films), Woody Allen (5 films et une série télévisée), Francis Ford Coppola (4 films), Warren Beatty et Alfonso Arau (3 films).
Souvent récompensé ou nommé pour son travail, il a notamment remporté trois fois l'Oscar de la meilleure photographie dans les années 1980, pour Apocalypse Now, Reds et Le Dernier Empereur.

## Biographie
Le père de Vittorio Storaro est projectionniste au Lux Film Studio. À l'âge de 11 ans, il commence à étudier la photographie. À l'âge de 18 ans, il poursuit sa formation cinématographique au Centro Sperimentale di Cinematografia. Il commence sa carrière professionnelle comme cadreur. Il rencontre Bernardo Bertolucci pour la première fois sur le tournage de Prima della rivoluzione en 1964. En 1968, il devient directeur de la photographie, pour la première fois, avec Giovinezza, giovinezza de Franco Rossi. La collaboration entre Storaro et Bertolucci s'étend sur la quasi-totalité des films de celui-ci entre 1970 (La Stratégie de l'araignée) et 1993 (Little Buddha). Pour Apocalypse Now, en 1979, Francis Ford Coppola le laisse libre de concevoir l'aspect visuel du film. Il obtient pour ce travail l'Oscar de la meilleure photographie. Deux autres Oscars suivront pour Reds en 1982 et pour Le Dernier Empereur en 1988. Il est membre du jury à la Mostra de Venise en 1987 et au Festival de Cannes en 1991. En 2001, Vittorio Storaro reçoit l'American Society of Lifetime Achievement Award de la photographie. En 2005, il est président du jury au Festival international du film de Thessalonique et du Festival international de Locarno.
Novateur, dès les années 1970, il met au point des filtres pour personnaliser l'éclairage qu'il utilise pour mettre en œuvre ses théories sur la réponse émotionnelle à la couleur. Le système "Sélection Storaro" est fabriqué par Rosco Laboratories, Inc. qui reçoit un Oscar en 1974 pour la mise au point d’un système complet de contrôle lumière dans la photographie.
En 1998, avec son fils, Fabrizio Storaro, il crée le format Univisium (en).
Vittorio Storaro est l'auteur de plusieurs ouvrages : Scrivere con la luce (2002), série de livres sur son travail cinématographique, Il segno di un destino  (2005), voyage entre le cinéma et la peinture et Caravaggio : l'ombra del genio (2014).
En 2016, à 75 ans, après avoir réalisé 58 films sur pellicule argentique, Storaro propose à Woody Allen de passer au numérique pour Cafe Society, ce dernier ayant lui-même réalisé jusque-là tous ses films sur argentique.

## Filmographie

### Cinéma
- 1961 : Etruscologia de Giancarlo Romitelli (court métrage)
- 1962 : Les Vikings attaquent (I Normanni) de Giuseppe Vari (caméraman)
- 1963 : Un delitto de Luigi Bazzoni (court métrage)
- 1964 : Prima della rivoluzione de Bernardo Bertolucci (caméraman)
- 1966 : Il labirinto de Silvio Maestranzi (court métrage)
- 1966 : L'urlo de Camillo Bazzoni (court métrage)
- 1966 : Rapporto segreto de Camillo Bazzoni (court métrage)
- 1966 : Sortilegio de Luigi Bazzoni (court métrage)
- 1966 : Sirtaki de Luigi Bazzoni (court métrage)
- 1969 : Giovinezza, giovinezza de Franco Rossi
- 1969 : Delitto al circolo del tennis de Franco Rossetti
- 1970 : L'Oiseau au plumage de cristal (L'uccello dalle piume di cristallo) de Dario Argento
- 1970 : La Stratégie de l'araignée (Strategia del ragno) de Bernardo Bertolucci
- 1970 : Le Conformiste (Il conformista) de Bernardo Bertolucci
- 1971 : Journée noire pour un bélier (Giornata nera per l'ariete) de Luigi Bazzoni
- 1971 : Dommage qu'elle soit une putain (Addio, fratello crudele) de Giuseppe Patroni Griffi
- 1972 : Le Dernier Tango à Paris (Ultimo tango a Parigi) de Bernardo Bertolucci
- 1972 : Corpo d'amore de Fabio Carpi
- 1973 : Malicia (Malizia) de Salvatore Samperi
- 1973 : Le Gang des frères Blue (Blu gang vissero per sempre felici e ammazzati) de Luigi Bazzoni
- 1973 : Giordano Bruno de Giuliano Montaldo
- 1974 : Identikit de Giuseppe Patroni Griffi
- 1975 : Le Orme de Luigi Bazzoni
- 1976 : 1900 (Novecento) de Bernardo Bertolucci
- 1976 : Scandalo de Salvatore Samperi
- 1979 : Agatha de Michael Apted
- 1979 : Apocalypse Now de Francis Ford Coppola
- 1979 : La luna de Bernardo Bertolucci
- 1981 : Reds de Warren Beatty
- 1982 : Coup de cœur (One from the Heart)  de Francis Ford Coppola
- 1982 : Arlecchino de Giuliano Montaldo (court métrage)
- 1985 : Ladyhawke, la femme de la nuit (Ladyhawke) de Richard Donner
- 1987 : Ishtar d'Elaine May
- 1987 : Le Dernier Empereur (The Last Emperor) de Bernardo Bertolucci
- 1988 : Tucker (Tucker: The Man and His Dream) de Francis Ford Coppola
- 1989 : New York Stories segment Live without Zoé de Francis Ford Coppola
- 1990 : Dick Tracy de Warren Beatty
- 1990 : Un thé au Sahara (The Sheltering Sky) de Bernardo Bertolucci
- 1993 : Little Buddha de Bernardo Bertolucci
- 1993-1995 : Roma imago urbis de Luigi Bazzoni
- 1995 : Flamenco (Flamenco) de Carlos Saura
- 1996 : Taxi de noche de Carlos Saura
- 1998 : Bulworth de Warren Beatty
- 1998 : Tango de Carlos Saura
- 1999 : Goya à Bordeaux (Goya en Burdeos) de Carlos Saura
- 2000 : Mirka de Rachid Benhadj
- 2000 : Morceaux choisis (Picking Up the Pieces) d'Alfonso Arau
- 2004 : Zapata - El sueño del héroe d'Alfonso Arau
- 2004 : L'Exorciste : Au commencement (Exorcist: The Beginning) de Renny Harlin
- 2005 : Dominion: Prequel to the Exorcist de Paul Schrader
- 2005 : Les Enfants invisibles (All the Invisible Children) segment Ciro de Stefano Veneruso
- 2009 : Don Giovanni, naissance d'un opéra (Io, Don Giovanni) de Carlos Saura
- 2009 : L'Imbroglio nel lenzuolo d'Alfonso Arau
- 2010 : Flamenco, Flamenco de Carlos Saura
- 2012 : Parfums d'Alger de Rachid Benhadj
- 2015 : Mohammad Rasoolollah de Majid Majidi
- 2016 : Café Society de Woody Allen
- 2017 : Wonder Wheel de Woody Allen
- 2018 : Une rose à Auschwitz, la vie d'Edith Stein (A Rose in Winter) de Joshua Sinclair
- 2019 : Un jour de pluie à New York (A Rainy Day in New York) de Woody Allen
- 2020 : Rifkin's Festival de Woody Allen
- 2021 : Le Roi du monde (El rey de todo el mundo) de Carlos Saura
- 2023 : Coup de chance de Woody Allen

### Télévision
- 1971 : Eneide de Franco Rossi (série télévisée)
- 1974 : Orlando furioso de Luca Ronconi (mini-série télévisée)
- 1983 : Wagner de Tony Palmer (mini-série télévisée)
- 1986 : Pierre le Grand (Peter the Great) de Lawrence Schiller (mini-série télévisée)
- 1992 : Writing with Light: Vittorio Storaro de David Thompson (téléfilm)
- 1992 : Tosca : In the Settings and at the Times of Tosca de Brian Large (téléfilm)
- 2000 : La Traviata de Pierre Cavassilas (téléfilm)
- 2000 : Dune de John Harrison (mini-série télévisée)
- 2007 : Caravaggio d'Angelo Longoni (téléfilm)
- 2010 : Rigoletto a Mantova de Pierre Cavassilas (téléfilm)
- 2016 : Crisis in Six Scenes (série télévisée) de Woody Allen

### Clip
- 1981 : (Out Here) On My Own de Nikka Costa, réalisé par Tony Renis
- 2006 : Teach Me Again de Tina Turner & Elisa, réalisé par Stefano Veneruso

## Distinctions

### Récompenses
- Oscars 1980 : meilleure photographie pour Apocalypse Now
- Oscars 1982 : meilleure photographie pour Reds
- Oscars 1988 : meilleure photographie pour Le Dernier Empereur
- David di Donatello 1988 : meilleure photographie pour Le Dernier empereur
- Baftas 1991 : meilleure photographie pour Un thé au Sahara
- Festival de Cannes 1998 : Grand Prix Technique pour Tango
- Prix du cinéma européen 2000 : meilleure photographie pour Goya
- Goyas 2000 : meilleure photographie pour Goya
- Primetime Emmy Awards 2001 : meilleure photographie de mini-série ou téléfilm pour Dune
- Festival de Locarno 2005 : Prix Excellence pour sa carrière
- Festival international du film d'Amiens 2014 : Licorne d'or pour sa carrière
- Festival 2 Cinéma de Valenciennes 2020: invité d'honneur, trophée pour la carrière

### Nominations
- Baftas 1980 : meilleure photographie pour Apocalypse Now
- Baftas 1983 : meilleure photographie pour Reds
- Primetime Emmy Awards 1986 : meilleure photographie de mini-série ou téléfilm pour Pierre le Grand
- Baftas 1989 : meilleure photographie pour Le Dernier empereur
- Oscars 1991 : meilleure photographie pour Dick Tracy
- Goyas 1996 : meilleure photographie pour Flamenco
- Goyas 1999 : meilleure photographie pour Tango
- David di Donatello 2009 : meilleure photographie pour Caravaggio